# Ахтубинск (городское поселение)
Го́род Ахту́бинск — муниципальное образование со статусом городского поселения в Ахтубинском районе Астраханской области. Как административно-территориальная единица области представляет собой город районного значения с подчинёнными населёнными пунктами.
Административный центр — город Ахтубинск.

## История
С 1 января 2006 года в соответствии с Законом Астраханской области № 43/2004-ОЗ от 6 августа 2004 года образовано муниципальное образование «Город Ахтубинск» и наделено статусом городского поселения.

## Население
| 2002    | 2009    | 2010    | 2011    | 2012    | 2013    | 2014    |
| ------- | ------- | ------- | ------- | ------- | ------- | ------- |
| 45 664  | ↘42 534 | ↘41 923 | ↘41 730 | ↘40 685 | ↘39 428 | ↘38 940 |
| 2015    | 2016    | 2017    | 2018    | 2019    | 2020    | 2021    |
| ↘38 543 | ↘38 186 | ↘37 906 | ↘37 582 | ↘36 981 | ↘36 544 | ↘35 694 |

## Состав городского поселения
| № | Населённый пункт | Тип населённого пункта              | Население |
| - | ---------------- | ----------------------------------- | --------- |
| 1 | Ахтубинск        | город, административный центр       | ↘35 635   |
| 2 | Джелга           | посёлок                             | ↘37       |
| 3 | Кочевая          | посёлок при железнодорожной станции | ↘13       |
| 4 | Новенькая        | зимовка                             | ↘0        |
| 5 | Обливки          | кордон                              | ↘0        |
| 6 | Разъезд 15 км    | населённый пункт                    | ↗20       |